# Rachel Tzabari
Rachel Tzabari (hébreu רחל צברי) est une femme politique israélienne.

## Biographie
Ses parents viennent du Yemen. Elle est née à Tel Aviv. Elle étudie à l'Université hébraïque de Jérusalem. Elle devient professeur et devient membre de l'Haganah. Elle est élue en 1951 jusqu'en 1969.